# باو دي أسوكار
باو دي أسّوكار (بالبرتغالية: Pão de Açúcar ‏) هو جبل يقع في البرازيل في ريو دي جانيرو. ترتفع عن سطح البحر 395.94 متر.